# Aplidiopsis helenae
Aplidiopsis helenae är en sjöpungsart som beskrevs av Vladimir V. Redikorzev 1927. Aplidiopsis helenae ingår i släktet Aplidiopsis och familjen klumpsjöpungar. Inga underarter finns listade i Catalogue of Life.